# Наука в Нигерии
Наука в Нигерии (англ. Science in Nigeria) — Нигерия одна из немногих африканских стран, сумевших запустить в космос спутник. Также в Нигерии расположена Нигерийская академия наук.

## Обзор
Три нигерийских спутника были запущены в космос:
NigeriaSat-1 — первый спутник Нигерии. Он был запущен в космос из России 27 сентября 2003 года.
NigeriaSat-2 и NigeriaSat-X  — построены при содействии Великобритании. Эти спутники были запущены на орбиту с военной базы в России в 2011 году.
NIGCOMSAT-1 — первый спутник связи сделанный в Африке. Он был запущен 13 мая 2007 года на борту ракеты-носителя с военной базы в Китае. 10 ноября 2008 года спутник вышел из строя. Причиной, возможно, стал отказ китайской электроники.
NigComSat-1R  — запущен из Китая в 2011 году.

## История
К моменту обретения суверенитета (1 октября 1960 года) в Нигерии отсутствовала собственная достаточно развитая система образования. Первые университеты создавались по британской модели. Наука, техника и технологии, мало соответствующие природным и экономическим условиям страны, были импортированы из-за рубежа. 
В 1962 году был открыт первый университет, созданный на традиционных африканских принципах, — университет Нигерии в городе Нсукка.
Со сменой военного правительства на гражданское в 1999 году научно-образовательный комплекс (НОК) в Нигерии получил импульс для развития и вышел на новый уровень. Создавались новые библиотеки, музеи, архивы, издательства, исследовательские институты, научные общества и ассоциации, рос численность профессорско-преподавательского состава и студенчества. 
За полувековой период Нигерия достигла успехов в области национальной литературы и истории, нигерийской кинематографии, местного фольклора, а также проблем экономики, биологии, медицины, космонавтики. 
Нигерия в настоящее время — одна из немногих стран Африки, где существует государственная стратегия развития образования и науки. Активность нигерийского правительства в начале 2000-х гг. (О. Обасанджо и У. Яр'Адуа) в отношении образования и университетской науки привела к существенным изменениям: выросло количество университетов (в июле 2008 г. их число достигло 90), факультетов и кафедр, заметно увеличилась численность ученых (более 20 000, из них около 90% -нигерийцы), повысился уровень их квалификации и, как следствие, возросла продуктивность науки.
В стране заработала национальная исследовательская сеть — National Research and Education Network, позволяющая научному и образовательному сообществу получать необходимую информацию с помощью интернета в рамках единой образовательной платформы.
Кроме университетов, в Нигерии функционируют технологические центры, поощряющие инновационную деятельность. У таких центров имеется своя дорожная, энергетическая и ИТ-инфраструктура. Их специализация заключается в реализации проектов по интеграции достижений науки с производством, внедрением импортных технологий в практику работы коммерческих и промышленных предприятий, прежде всего цифровых технологий.